# Cuervea isangiensis
Cuervea isangiensis är en benvedsväxtart som först beskrevs av De Wild., och fick sitt nu gällande namn av N. Hallé. Cuervea isangiensis ingår i släktet Cuervea och familjen Celastraceae. Inga underarter finns listade.